# La Sphère et la Croix
La Sphère et la Croix (The ball and the cross) est un roman anglais de G. K. Chesterton paru en 1910. Les premiers chapitres du livre ont d’abord été publiés sous forme de feuilleton de 1905 à 1906.
Le titre fait référence à la vision du monde rationaliste, représentée par une boule ou sphère, et la croix représentant le christianisme. Il commence par une série de débats sur le rationalisme et la religion, entre un professeur, Lucifer, et un moine du nom de Michael. Une partie de cette section a été citée par le pape Jean-Paul Ier dans sa lettre Humblement vôtre adressée à G. K. Chesterton. La grande partie du reste de l'ouvrage concerne le duel, figuratif et un peu plus littéral, d'un Jacobite catholique nommé Maclan et un athée socialiste nommé Turnbull.
Lynette Hunter a fait valoir que le roman est plus sympathique à Maclan, mais ajoute que Maclan est aussi présenté comme étant à certains égards trop extrême. Turnbull, ainsi, est présenté sous un angle avantageux : les deux duellistes sont prêts à se battre et à mourir pour leurs opinions antagonistes et, ce faisant, commencent une relation qui évolue en  amitié. Le véritable antagoniste est le monde à l'extérieur, qui essaie désespérément de les empêcher de se battre en duel à propos de la religion (un sujet que les duellistes jugent de la plus haute importance).